# Hiroki Mihara
Hiroki Mihara (født 20. april 1978) er en tidligere japansk fodboldspiller.
Han har spillet for flere forskellige klubber i sin karriere, herunder Nagoya Grampus Eight og Consadole Sapporo.